# 築上町
築上町（日语：／ Chikujō machi */?）是位于福岡縣東北部的一個城鎮，於2006年1月10日由築上郡椎田町、築城町合併而成。
轄區北部位於京都平原，南部與筑紫山地相接，主要市區位於築城車站與椎田車站前。
町名源自郡名「築上郡」。

## 歷史

### 年表
- 1889年4月1日：實施町村制，現在的轄區在當時分屬：築城郡椎田村、西角田村、葛城村、八津田村、築城村、上城井村、下城井村。
- 1896年2月26日：築城郡與上毛郡合併為築上郡。
- 1897年9月25日：豐州鐵道椎田車站開始營運。。
- 1898年9月2日：椎田村改制為椎田町。[1]
- 1933年6月19日：日豐本線築城車站開始營運。
- 1942年：開始興建日本帝國海軍航空隊築城飛行場（現在的築城基地）。
- 1955年1月1日：椎田町、八津田村、葛城村、西角田村合併為新設置的椎田町。
- 1955年4月1日：築城村、上城井村、下城井村合併為築城町。
- 2006年1月10日：椎田町和築城町合併為築上町。

### 變遷表
| 1889年以前 | 1889年4月1日   | 1896年2月26日  | 1896年 - 1926年     | 1926年 - 1944年     | 1945年 - 1954年     | 1955年 - 1988年     | 1989年 - 現在        | 現在                 |
| ---------- | -------------- | -------------- | ------------------- | ------------------- | ------------------- | ------------------- | -------------------- | -------------------- |
|            | 築城郡椎田村   | 築上郡椎田村   | 1898年9月2日 椎田町 | 1898年9月2日 椎田町 | 1898年9月2日 椎田町 | 1955年1月1日 椎田町 | 2006年1月10日 築上町 | 2006年1月10日 築上町 |
|            | 築城郡西角田村 | 築上郡西角田村 | 築上郡西角田村      | 築上郡西角田村      | 築上郡西角田村      | 1955年1月1日 椎田町 | 2006年1月10日 築上町 | 2006年1月10日 築上町 |
|            | 築城郡葛城村   | 築上郡葛城村   | 築上郡葛城村        | 築上郡葛城村        | 築上郡葛城村        | 1955年1月1日 椎田町 | 2006年1月10日 築上町 | 2006年1月10日 築上町 |
|            | 築城郡八津田村 | 築上郡八津田村 | 築上郡八津田村      | 築上郡八津田村      | 築上郡八津田村      | 1955年1月1日 椎田町 | 2006年1月10日 築上町 | 2006年1月10日 築上町 |
|            | 築城郡築城村   | 築上郡築城村   | 築上郡築城村        | 築上郡築城村        | 築上郡築城村        | 1955年4月1日 築城町 | 2006年1月10日 築上町 | 2006年1月10日 築上町 |
|            | 築城郡上城井村 | 築上郡上城井村 | 築上郡上城井村      | 築上郡上城井村      | 築上郡上城井村      | 1955年4月1日 築城町 | 2006年1月10日 築上町 | 2006年1月10日 築上町 |
|            | 築城郡下城井村 | 築上郡下城井村 | 築上郡下城井村      | 築上郡下城井村      | 築上郡下城井村      | 1955年4月1日 築城町 | 2006年1月10日 築上町 | 2006年1月10日 築上町 |

## 交通

### 鐵路
- 九州旅客鐵道
  - 日豐本線：築城車站 - 椎田車站

### 道路
高速道路
- 東九州自動車道：築城交流道 - 椎田交流道 - 椎田南交流道

## 觀光資源
- 綱敷天滿宮
- 真河內瀑布
- 船迫窯遺跡公園

## 教育

### 高等學校
- 福岡縣立築上西高等學校

### 特殊學校
- 福岡縣立築城養護學校

## 本地出身之名人
- 田中久美：歌手
- 琴禮巨樹：大相撲力士
- 松山政司：日本参議院議員
- 大島康德：前職業棒球選手
- 大森美香：編劇、電影監督

## 外部連結
- （日語） 椎田町商工會 （页面存档备份，存于）
- （日語） 築城町商工會 （页面存档备份，存于）
- （日語） 椎田町、築城町合併協議會 （页面存档备份，存于）